# Stephen Ahorlu
Stephen Ahorlu (Kpandu, 5 de setembre de 1988) és un futbolista ghanès que des del 2008 juga al primer equip del Heart of Lions.